# Sameh Derbali
Sameh Derbali là một cầu thủ bóng đá người Tunisia. Hiện tại thi đấu cho Espérance Tunis ở CLP-1. He has made 11 appearances for the Đội tuyển bóng đá quốc gia Tunisia.